# Paulistinha (futebolista)
Oswaldo Sampaio Júnior, o Paulistinha, (Mairinque, 20 de agosto de 1939 — Rio de Janeiro, 9 de fevereiro de 2005) foi um futebolista brasileiro que atuava como zagueiro e lateral.

## Carreira
Jogou no Botafogo de 1958 até 1969. Fez 308 jogos pelo clube. É o segundo jogador que mais ganhou títulos pelo clube, 17 conquistas. Venceu pelo Botafogo os seguintes torneios:

### Títulos
Botafogo
- Campeonato Carioca[2]: 1961 ,1962 ,1967 ,1968;
- Torneio Início do Rio de Janeiro: 1962;
- Torneio Rio-São Paulo: 1962 ,1964 ,1966;
- Taça Guanabara: 1967;
- Campeonato Brasileiro: 1968 (Taça Brasil);

### Outras conquistas
- Quadrangular de Bogotá (JAN-1960);
- Triangular Internacional da Costa Rica (FEV-1961)
- Pentagonal do México (FEV-1962);
- Torneio de Paris: 1963;
- Quadrangular do Suriname (JUN-1964);
- Torneio de Teresina: 1966; e
- Hexagonal do México (FEV-1968).